# Добручі
Добручі (рос. Добручи) — присілок в Гдовському районі Псковської області Російської Федерації.
Населення становить 360 осіб. Входить до складу муніципального утворення Добручинська волость.

## Історія
Від 2005 року входить до складу муніципального утворення Добручинська волость.

## Населення
| 2001 | 2002 | 2010 | 2020 |
| ---- | ---- | ---- | ---- |
| 533  | ↘469 | ↘392 | ↘360 |